# Albert Michotte
Barone Albert Edouard Michotte van den Berck (Saint-Josse-ten-Noode, 13 ottobre 1881 – Lovanio, 2 giugno 1965) è stato uno psicologo belga.

## Biografia
Nacque nei pressi di Bruxelles da una agiata famiglia cattolica, secondo e ultimo figlio di Edmond Michotte e Marie Bellefroid e fratello minore del geografo Paul Michotte. Venne iscritto nel 1897 — all'età di sedici anni — all'Università Cattolica di Lovanio come studente di filosofia all'Istituto superiore di filosofia, dove ebbe modo di conoscere il filosofo e monsignore Désiré-Joseph Mercier. Si laureò due anni più tardi, nel 1899, con uno studio sulla fisiologia e sulla psicologia del sonno, dal titolo Étude sur la physiologie et la psychologie du sommeil; nel 1900 ottenne il dottorato di ricerca con una tesi sull'estetica di Herbert Spencer. Ben presto capì di essere interessato alla ricerca scientifica ed entrò così nel 1902 con il grado di candidato in scienze naturali — nella sezione di zoologia — nel laboratorio del neurologo Arthur van Gehuchten, lavorandovi per due anni.
Intorno al 1903, una conversazione con Mercier, che aveva fondato il laboratorio di psicologia sperimentale a Lovanio nel 1892, lo indusse a prendere la decisione di dedicarsi a questa nuova disciplina. Prima, tuttavia, portò a termine il lavoro scientifico che aveva in corso, pubblicando nel 1904 i suoi due primi studi scientifici, relativi all'istologia della cellula nervosa: il primo fu pubblicato sulla rivista scientifica Le Névraxe intitolato "La fibre nerveuse et sa bifurcation dans les ganglions", mentre il secondo sulla rivista Bulletin de l'Académie royale de Médecine de Belgique con il titolo di "Contribution a l'étude de l'histologie fine de la cellule nerveuse". Sotto la guida di Armand Thiéry, che dirigeva il laboratorio di psicologia fisiologica di Mercier dal 1894, ottenne la libera docenza all'Istituto superiore di filosofia grazie a una tesi sulla sensazione del tatto, intitolata "Les signes régionaux", nel 1905, iniziando a tenere un corso pratico di psicologia sperimentale. Nello stesso anno partecipò al quinto congresso internazionale di psicologia a Roma, dove conobbe Felix Krueger, allora assistente di Wilhelm Wundt, che successivamente gli venne presentato e con il quale Michotte cominciò a lavorare per un semestre all'Università di Lipsia; nel 1906 divenne docente a Lovanio ed ebbe la possibilità di conoscere Charles Spearman, Wilhelm Wirth e Otto Klemm nel laboratorio di Wundt.
Nello stesso anno partecipò al congresso della società tedesca di psicologia, che si tenne all'Università di Würzburg, organizzato da Oswald Külpe. Questi rappresentò un punto di svolta per la carriera di Michotte il quale, insoddisfatto degli insegnamenti di Wundt, si volse alla Denkpsychologie entrando a far parte della scuola di Würzburg, corrente di pensiero interna allo strutturalismo ideata da Külpe. Tanto nel 1907 quanto nel 1908, Michotte trascorse un semestre nel laboratorio di Würzburg — dove entrò in contatto con le idee di Christian von Ehrenfels, che lo porteranno ad arrivare autonomamente alle stesse conclusioni della psicologia della forma — e l'altro semestre a insegnare a Lovanio. Fino al 1914, dunque, il suo lavoro si concentrò sulla memoria logica e sulla scelta volontaria, temi che necessitavano del metodo dell'"introspezione sistematica sperimentale". Sempre nel 1908 venne nominato professore straordinario a Lovanio e partecipò al congresso della società tedesca di psicologia a Francoforte sul Meno: i suoi contributi alla psicologia della memoria attirarono l'attenzione di Hermann Ebbinghaus, il quale gli propose di scrivere una monografia sulla memoria per la serie Die Psychologie in Einzeldarstellung, progetto che però non vide mai la luce.
Nel 1909 sposò Lucie Mulle (1885–1958), da cui ebbe successivamente sei figli. Nel 1910 presentò il proprio contributo agli immediati antecedenti della scelta volontaria al congresso della società tedesca di psicologia: a rimanervi colpito fu Külpe, che lo citò come uno dei principali psicologi del tempo. Nel 1912, all'età di trentuno anni, venne nominato professore ordinario e assegnato alla Facoltà di medicina; da quel momento cominciò a insegnare agli studenti di filosofia, scienze e medicina. Nel 1913 fu designato condirettore con Thiéry del laboratorio di psicologia sperimentale. Con il bombardamento di Lovanio, la distruzione della sua casa e la morte per assideramento di suo padre all'inizio della prima guerra mondiale, Michotte si trasferì con la famiglia a Utrecht fino al 1918, dove lavorò sulla misurazione dell'energia acustica nel laboratorio del fisiologo, nonché amico, Hendrik Zwaardemaker dell'Università di Utrecht. Fu incaricato dal governo belga di insegnare lì e ad Amersfoort meteorologia agli studenti belgi, membri dell'esercito belga, internati nei Paesi Bassi.
Nel 1920, dopo due anni di riorganizzazione da parte di Michotte, riprese le attività il laboratorio di Lovanio. Nel 1923, in occasione del settimo congresso internazionale di psicologia tenutosi a Oxford, Michotte ebbe la possibilità di conoscere Kurt Koffka e Wolfgang Köhler; nello stesso anno fondò la Scuola di pedagogia e di psicologia applicata all'educazione all'Università di Lovanio. Nel 1928 venne invitato a un incontro scientifico privato organizzato da David Katz all'Università di Rostock per discutere delle questioni fondamentali della psicologia della forma; gli altri invitati furono Max Wertheimer, Koffka, Edgard Rubin, Köhler, Heinz Werner, Kurt Lewin e Fritz Heider.
Divenuto membro onorario della società britannica di psicologia nel 1927, l'estate del 1929 la trascorse all'Università di Stanford in qualità di professore invitato. Nello stesso anno, partecipò al congresso internazionale di psicologia all'Università di Yale con un intervento in cui iniziò a delineare la propria concezione dei collegamenti tra percezione e azione, che venne pienamente sviluppata diciassette anni più tardi. Nel 1935 venne invitato a Santander a un incontro organizzato dal governo spagnolo sui problemi contemporanei della psicologia; gli altri invitati furono Pierre Janet, Jean-Maurice Lahy, Charles Samuel Myers, Édouard Claparède, Herbert Langfeld e José Germain Cebrián. Nel 1936 venne eletto membro della Pontificia accademia delle scienze e nel 1937 insegnò al Collegio di Francia sulla psicologia dell'azione.
Nel 1944 trasformò la Scuola in Istituto di psicologia applicata e di pedagogia, che poteva concedere la laurea di dottore in psicologia. Nel 1946 venne eletto membro dell'Accademia reale del Belgio. Nel 1947 Michotte fondò la società belga di psicologia, della quale divenne il primo presidente; nello stesso anno venne celebrato il suo giubileo professionale al quale parteciparono i suoi ex studenti Arthur Fauville, Joseph Remi Nuttin, Paul Fraisse, Gérard de Montpellier d'Annevoie e altre eminenti figure della psicologia, quali Edward Lee Thorndike, Langfeld, Frederic Charles Bartlett, Köhler e Jean Piaget.
Nominato professore emerito nel 1952, fu chiamato nello stesso anno come professore invitato all'Università di Toronto; nel 1954 ricevette da re Baldovino del Belgio il titolo di barone. Mantenne la cattedra di percezione fino al 1956; continuò la vita di laboratorio fino al 1962, quando un attacco cardiaco lo costrinse a ricoverarsi in clinica per diverse settimane, dove però proseguì a scrivere e a dirigere esperimenti con l'aiuto dei suoi colleghi Marie-Paule Mandy, Anne Coen-Gelders, Geneviève Crabbé e Georges Thinès. Morì nella sua casa di Lovanio.

## Opere
- Albert Michotte, Étude expérimentale sur le choix volontaire et ses antécédents immédiats, 1910.
- Albert Michotte, La perception de la causalité, Lovanio, Études de Psychologie, 1946.
  -  Guido Petter (a cura di), La percezione della causalità, traduzione di Beatrice Garau, Firenze, Giunti-Barbera, 1972.
- Albert Michotte, Causalité, permanence et réalité phénoménales, 1962.
- Albert Michotte, Les compléments amodaux des structures perceptives, Studia Psychologica, 1964.